# Військова техніка стародавнього Риму
Військова інженерія збройних сил Стародавнього Риму мала масштаб і частоту далеко за межі будь-якого з її сучасників ». Дійсно, військова інженерія багато в чому була інституційно ендемічною в римській військовій культурі, про що свідчить той факт, що кожен римський легіонер мав у своєму обладнанні лопату, поряд з його гладіусами (мечем) і пілами (списами).
Фабрі були робітниками, ремісниками або працівниками в римському суспільстві і описи ранніх римських армій (спочатку фаланга, легіони з'явилися під час завоювання Греції), приписувані царю Сервію Туллію,описують існування двох центурій фабрі під прапором praefectus fabrum.
Римська військова інженерія приймала як рутинні, так і надзвичайні форми, колишню проактивну частину стандартної військової процедури, а другу надзвичайну або реакційну природу.

## Проактивна і повсякденна військова інженерія

### Римський легіонерський укріплений табір
Дивися: Каструм

Кожен римський легіон мав свій військовий легіонерський форт як свою постійну базу. Проте, коли на марші, особливо на території противника, легіон, після цілодобового походу, будував укріплений табір або кастру, використовуючи із сировини тільки землю, торф і деревину. Конструкція табору була відповідальністю спеціальних інженерних підрозділів, до яких належали спеціалісти багатьох типів, які належали до архітекторів (інженерів), з класу військ, відомих як імуни, оскільки вони були звільнені або, буквально, не застраховані від звичайних обов'язків. Ці інженери вимагали ручної праці від солдатів у міру необхідності. Легіон міг покинути табір під атакою ворога за кілька годин. Судячи з назв, вони, ймовірно, використовували репертуар планів таборів з набору підручників, вибираючи той, який відповідає тривалості легіону: tertia castra, quarta castra: "табір трьох днів", "чотирьох днів " і т.д.

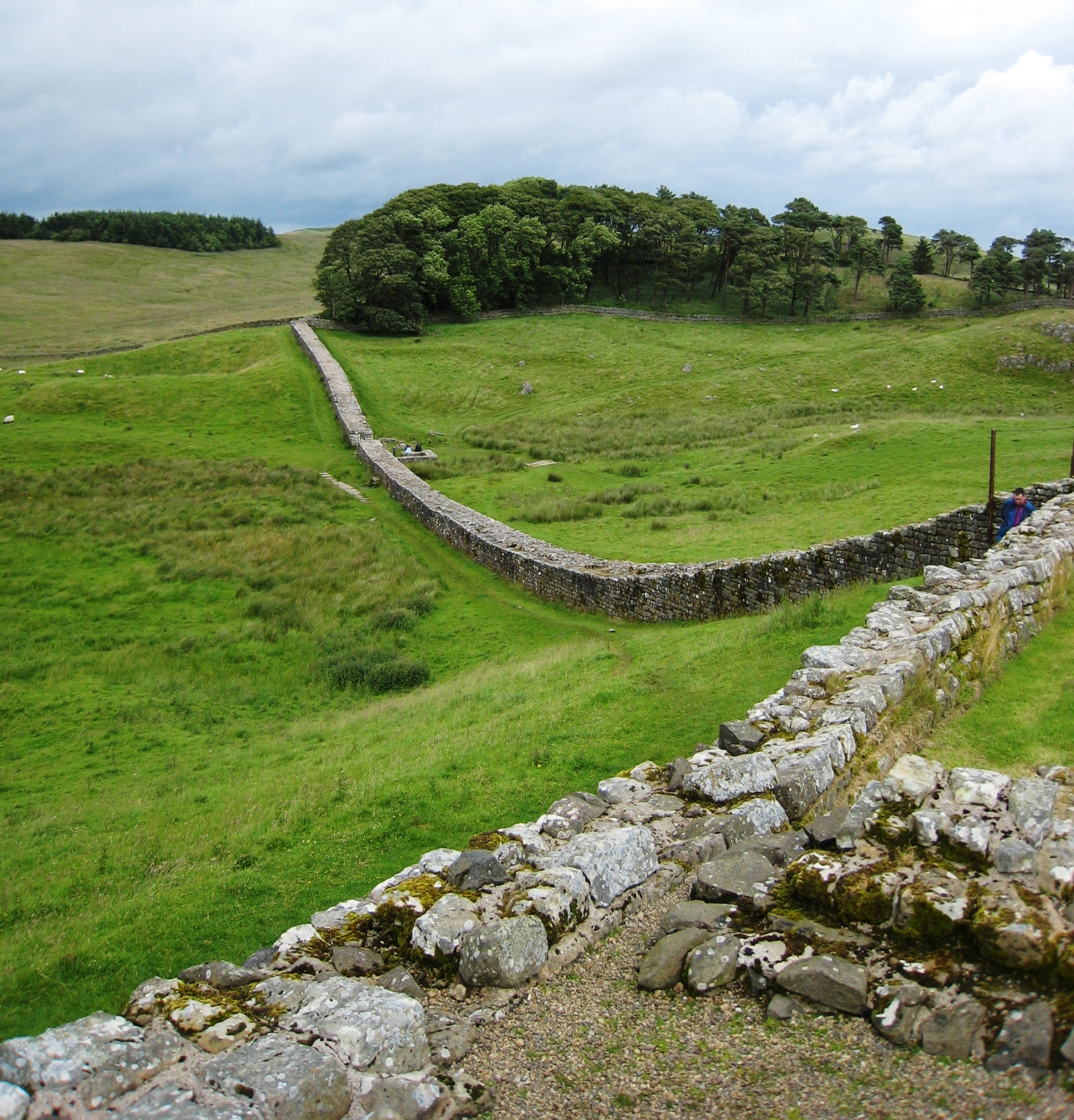
Залишки Адріанового валу

### Будівництво мостів
Дивися: Давньоримський міст

Інженери також будували мости як з деревини, так і з каменю, залежно від необхідної довговічності, часу і т.д. Деякі римські кам'яні мости збереглися до наших днів. Кам'яні мости стали можливими завдяки інноваційному використанню замкового каменю для створення аркової конструкції. Одним з найбільш помітних прикладів військового будівництва мостів в Римській імперії був міст Юлія Цезаря через річку Рейн. Цей міст був завершений лише за десять днів і, за оцінками  був довжиною більше 100 м.  Конструкція була навмисно надмірно сконструйована для висловленої цілі Цезаря - враження німецьких племен, які мали мало досвіду інженерії, і підкреслити, що Рим може подорожувати скрізь, де він хоче. Цезар зміг перетнути завершений міст і дослідити територію безперешкодно, перш ніж перейти назад і розібрати міст. Цезар пов'язує у своїй війні в Галлії, що він «послав посланців до Сугамбрі вимагати здачі тих, хто зробив війну зі мною і з галлами, вони відповіли, що Рейн був межею римської влади». Міст мав намір показати інше.

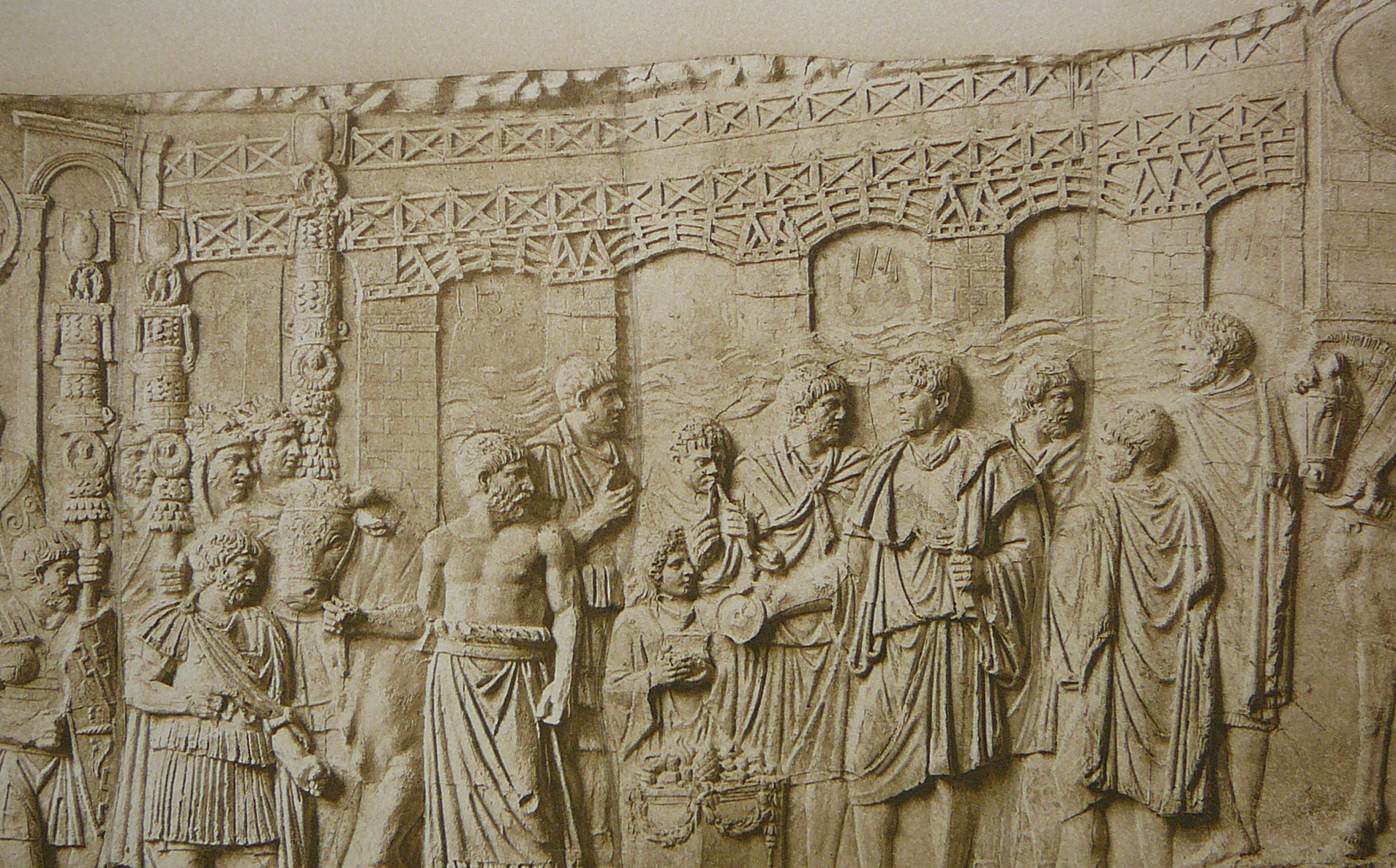
Будування римського моста через Дунай

### Інженерні облогові машини
Хоча більшість римських облогових машин були аналогами від попередніх грецьких конструкцій, римляни були швидкими й ефективними у адаптації  їхньої інженерії, а також самі створювали іновації як полібол. Інженер 1-го століття до нашої ери Вітрувій докладно описує багато римських облогових машин у своєму манускрипті De Architectura.

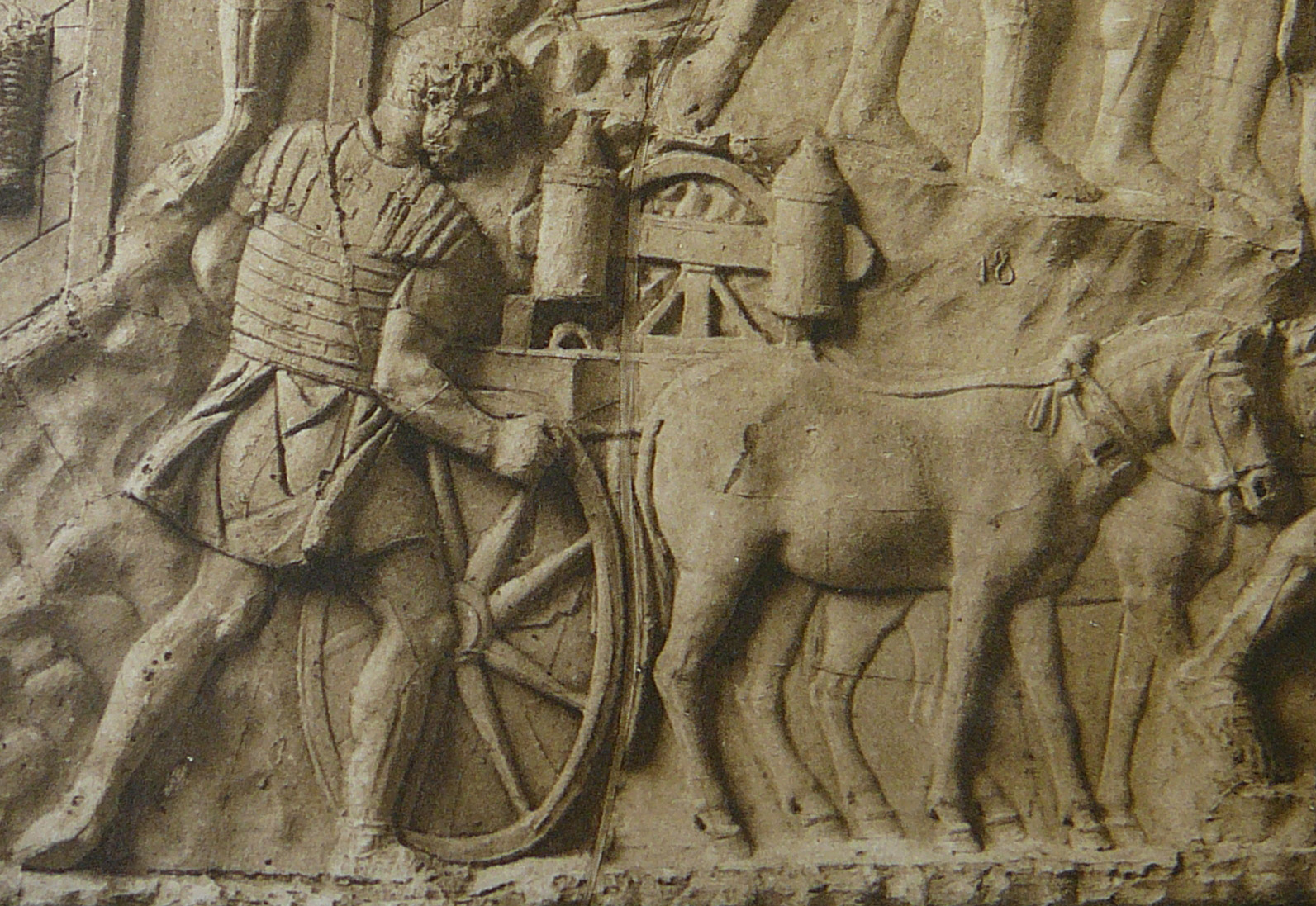
Римська баліста на колісниці

### Будівництво доріг
Дивися: Римські дороги
Коли римська армія вторгалася в територію ворога, то вона часто будувала дороги поки  йшла, щоб забезпечити швидке підкріплення і постачання, а також шлях для легкого відступу, якщо це необхідно. Римські дорожні навички такі, що деякі римські дороги доживають до наших днів. Майкл Грант стверджує, що Аппієву дорогу було побудовано, щоб перемогти у другій самнітській війні. 

### Цивільне будівництво військовими
Римська армія також брала участь у будівництві цивільного призначення. Існували вагомі причини для використання армії в будівництві: перш за все, якщо вони не були безпосередньо залучені до військових кампаній, то легіони були в значній мірі непродуктивними, що коштувало римській державі великі суми грошей. Але залучення солдатів до будівельних робіт не тільки призвичаювало їх до важкої фізичної праці, але й займало їх, оскільки це була загальноприйнята думка, що зайняті армії не вдаються до заколоту на відміну від непрацюючих армій.І військове, і цивільне використання полягало у будівництві доріг у межах імперії, в якій була активно задіяна армія. Але так само були солдати, які використовувалися при будівництві міських стін, копанні судноплавних каналів, дренажі землі, акведуків, гаваней, навіть у вирощуванні виноградників. У деяких рідкісних випадках воїни використовувалися навіть у гірничих роботах.

### Гірнича справа
Римляни також були кваліфіковані у проведенні гірничих робіт, таких як будівництво багатьох акведуків, необхідних для розвідки металевих жил, у таких методах, як гідравлічне видобування, і будівництво резервуарів для утримання води на шахті. Цілком ймовірно, що вони також були здатні  будувати та експлуатувати шахтне обладнання, таке як водяні млини, штампи та машини для зневоднення. Можливо, що вони були тісно залучені до експлуатації ресурсів золота, таких як ті, що на південному заході Уельсу. Шахти був розроблені незабаром після завоювання регіону Фронтіном, і місцеві допоміжні війська прийшли з північно-західної Іспанії, країни, де видобуток золота розвивався у дуже великих масштабах на початку першого століття нашої ери.

## Надзвичайна інженерія
Знання та досвід, засвоєні за допомогою такої рутинної інженерії, охоче надавали будь-які надзвичайні інженерні проекти, необхідні армії, і саме тут масштаб римської військової інженерії перевищував масштаби будь-якого з його сучасників як у уяві, так і в масштабах.Одним з найвідоміших з таких незвичайних споруд було осада всього міста Алезії та його кельтського лідера Верцингеторикса, у масивній довжині подвійної стінки - однієї, спрямованої всередину, щоб уникнути втечі або наступальних місць з міста, а одного назовні -переміщення для запобігання атаки кельтськими підкріпленнями. Ця стіна, за оцінками, перевищувала 20 км. Другий приклад - масивний пандус, побудований з використанням тисяч тонн каменю і побитої землі до захопленого єврейським повстанням міста Масаду. Облога працює, і пандус навіть зараз залишається в хорошому стані.

## Дивися також
- Давньоримська архітектура
- Колона Траяна

## Зовнішні посилання
Traianus